# Numismatica greca
La numismatica greca è la branca della numismatica antica che studia la monetazione greca.

## Articolazione della materia
La disciplina si occupa naturalmente della monetazione greca antica, ma non esclusivamente di questa. Ciò avviene sulla scorta della tradizione di studio: alla fine del XVIII secolo, lo studioso austriaco Joseph Eckhel riorganizzò la collezione del Gabinetto numismatico imperiale di Vienna, di cui era responsabile, secondo criteri innovativi rispetto ai suoi predecessori.
Eckhel divise la numismatica antica in due dipartimenti: quello delle monete greche, dove si trovavano le monete coniate da tutti gli Stati dell'antichità classica ad esclusione di Roma, e quello delle monete romane. Di fatto incluse tra le monete greche anche quelli di popoli non greci: fenici e punici, etruschi e restanti popoli italici, etc. Organizzò quindi tali monete "greche" secondo una suddivisione di tipo geografico, che procedeva dalla penisola iberica verso est fino all'Asia minore e proseguiva poi per l'Africa verso ovest, seguendo così il periplo del Mediterraneo. Le emissioni sono raccolte nei cataloghi delle collezioni ancora secondo l'ordine proposto da Eckhel:
- Europa
  - Hispania
  - Gallia
  - Britannia
  - Italia
    - Etruria, Aes grave, Umbria, Picenum, Vestini, Latium, Samnium, Frentani, Guerra Sociale, Campania, Apulia, Calabria, Lucania, Bruttium

  - Sicilia
  - Grecia
    - Macedonia, Tracia, Thessalia, Illyricum, Epirus, Corcyra, Acarnania, Aetolia, Locris, Phocis, Boeotia, Euboea, Attica, Megaris, Aegina, Corinthia e colonie, Peloponnesus, Creta, Cyclades
- Asia
  - Bosporus, Colchis, Pontus, Paphlagonia, Bithynia, Mysia, Troas, Aeolis, Lesbos, Ionia, Caria, Lydia, Phrygia, Lycia, Pamphylia, Pisidia, Lycaonia, Cilicia, Cyprus, Galatia, Cappadocia, Armenia, Seleucids, Syria, Phoenicia, Samaria and Judaea Arabia, Mesopotamia, Babylonia, Assyria, Parthia, Elymaïs, Characene, Omani, Persis, Persia, Bactria & India
- Africa
  - Aegyptus, Ethiopia, Cyrenaïca, Libya, Syrtica, Byzacene, Zeugitana, Numidia, Mauretania

All'interno di ogni regione seguono le varie zecche in ordine alfabetico, e all'interno di ogni singola zecca si segue l'ordine cronologico, differenziando eventualmente le monete secondo il metallo su cui sono state battute.
Da quanto detto, rientra nell'ambito della numismatica greca anche lo studio di monete emesse da popolazioni antiche non greche. Le più rilevanti sono:
- Monetazione celtica
- Monetazione etrusca
- Monetazione italiana antica
- Monetazione fenicia
- monetazione ebraica
- Monetazione punica

## Classificazione delle monete greche
Le più importanti collezioni pubbliche ed alcune collezioni private hanno pubblicato dei volumi in cui sono elencate le monete possedute.
Nel XIX secolo sono stati, tra gli altri, pubblicati i cataloghi delle collezioni di 
- Berlino: Das Königliche Münzcabinet, 1877 (a cura di Julius Friedländer)
- Londra: British Museum: Catalogue of the Greek Coins, 1876, a cura di Reginald Stuart Poole
- Torino Regio museo di Torino, 1883, (a cura di Ariodante Fabretti)
- Glasgow: Hunterian Collection Archiviato il 3 novembre 2020 in Internet Archive., University of Glasgow, 1899-1905 a cura di George MacDonald
- Napoli: MANN, a cura di Giuseppe Fiorelli: medagliere, 1867-71;
  - Collezione Santangelo. 1866-67
- Cambridge (Fitzwilliam Museum), pubblicata nel 1923, a cura di S. W. Grose.

A partire dagli anni '30 del XX secolo in Gran Bretagna è nato un progetto della British Academy, denominato Sylloge Nummorum Graecorum il cui obiettivo è pubblicare cataloghi illustrati delle monete greche nelle collezioni pubbliche e private.
Anche in questo progetto è stata mantenuta la definizione allargata di monete greche includendo cioè le monete delle civiltà antiche del bacino del Mediterraneo ad eccezione di Roma ed includendo tuttavia la monetazione provinciale romana spesso nota anche con il nome di monete Greche Imperiali.
Le Sylloge più note sono quelle dell'American Numismatic Society e quelle del Danish National Museum di Copenaghen.
Le monete greche sono classificate spesso facendo riferimento alle monete presenti nelle collezioni pubblicate. Ad esempio ANS 170 indica una didracma di Cales che presenta al dritto la testa di Atena verso sinistra, con dietro un simbolo a forma di cornucopia. La stessa moneta potrebbe essere indicata anche come Cop. 304, visto che anche la moneta catalogata come #304 nella collezione di Copenaghen è uguale.
Un altro metodo per classificare le monete è fare riferimento agli studi di quei ricercatori che hanno catalogato le monete di una data zecca.
Ad esempio le monete di Elea-Velia sono state catalogate da Roderick T. Williams (The Silver Coinage of Velia, London 1992) e quindi una moneta può essere indicata con il numero utilizzato da questo studioso nel suo lavoro.
Per le monete dell'Italia meridionale uno dei testi più usati è tuttora quello pubblicato a Parigi nel 1903 da Arthur Sambon, un numismatico di francese particolarmente interessato all'area dell'Italia meridionale, con il titolo Les Monnaies antiques d'Italie.

## Indicazioni bibliografiche
Per la monetazione greca in Italia ed in Sicilia le Sylloge più importanti sono:
- ANS (American Numismatic Society), Part I e II
- SNG British Collections Vol. X: John MORCOM Collection of Western Greek Bronze Coins
- SNG Danish Collections: Danish National Museum, Copenhagen, Vol. 1

Altri testi
- (EN) Barclay Vincent Head, Historia Numorum: a Manual of Greek Numismatics, 2ª ed., Londra, Oxford, 1911  [1887].
- Rutter N.K ed al.: Historia Numorum Italy, London, 2001 (l'aggiornamento solo per l'Italia del volume precedente)
- (EN) Margaret Thompson, Otto Mørkholm e Colin M. Kraay (a cura di), An Inventory of Greek Coin Hoards, comunemente citato come IGCH, New York, ANS, 1973, ISBN 978-0-89722-068-2.
- (EN) Keith N. Rutter, Greek coinages of Southern Italy and Sicily, Londra, Spink, 1997, ISBN 0-907605-82-6.

Testi su specifiche aree o zecche dell'Italia
- Arthur Sambon: Les Monnaies antiques d'Italie. Paris. 1903 (comprende solo Etruria, Lazio, Sannio e Campania; ne esiste una ristampa Forni: ISBN 978-88-271-0107-0)
- Rutter N. K.: Campanian coinages 475-380 B.C., Edinburgh, 1979
- Gorini G. La monetazione incusa della Magna Grecia, Bellinzona, 1975
- van Keuren, F.: The coinage of Heraclea Lucaniae. Roma, 1994
- Noe S.P. The coinage of Metapontum, part 1 & 2, New York, 19842.
- Johnston Ann: The coinage of Metapontum, part 3, New York, 1990
- Halloway, R.R., G.K. Jenkins: Terina, Bellinzona, 1983
- Williams, R.T.: The silver coinage of Velia. Londra, 1992

Testi su specifiche aree o zecche della Sicilia
- G.K. Jenkins: Coins of Greek Sicily. Londra British Museum, 19762
- Kray C. M.: The archaic coinage of Himera. Napoli, 1984
- Westermann U., G.K. Jenkins: The coinage of Kamarina. Londra, 1980
- Caccamo Caltabiano M.: La monetazione di Messina. Berlino-New York, 1993
- G.K. Jenkins: The Coinage of Gela, Berlino, 1970.